# Forfry
Forfry é uma comuna francesa localizada na região administrativa da Île-de-France, no departamento Sena e Marne. A comuna possui 93 habitantes segundo o censo de 1990.